# Želeč (zámek, okres Louny)
Želeč je zámek ve stejnojmenné vesnici u Měcholup v okrese Louny. Byl postaven v pozdně barokním slouhu v roce 1760. Od roku 1964 je chráněn jako kulturní památka.

## Historie
Předchůdcem zámku byla tvrz postavená Janem Čelechovcem před rokem 1573, nebo po roce 1578 za Diviše Hrobčického z Hrobčic. Po něm ji zdědil syn Bohuslav Hrobčický z Hrobčic, ale za účast na českém stavovském povstání mu byla zkonfiskována. Panství roku 1623 koupil Hartvík Vratislav z Mitrovic. Dalšími majiteli se stali plukovník Morwald a vzápětí Václav Michna z Vacínova, jehož syn Bohumír Michna tvrz prodal Ignáci Leopoldovi Neslingerovi ze Schelchengrabenu. Roku 1739 panství koupil hrabě Georg Olivier Wallis. V té době tvrz zřejmě již nestála, ale roku 1760 zde byl postaven pozdně barokní zámek, který byl v letech 1889 a 1928 přestavován.

## Stavební podoba
Podle popisu z roku 1623 měla z kamene postavená tvrz prostorné dolní i horní pokoje a byla oceněna na padesát kop míšeňských grošů. Dochovaný jednopatrový zámek má obdélný půdorys se středním a schodišťovým rizalitem. Fasády jsou členěné konzolovou římsou a okny s nadokenními klenáky. Vstupní bránu ve středním rizalitu zdobí busty a vázy.